# Skålvær
Skålvær est un groupe d'îles de la commune de Alstahaug , en mer de Norvège dans le comté de Nordland en Norvège.

## Description
Les îles sont situées dans la partie ouest d'Alstahaug, à environ 15 kilomètres  au nord-ouest de l'île de Tjøtta, juste à l'ouest de la pointe sud de l'île d'Altra, et à environ 15 kilomètres au sud du village de Silvalen (dans la municipalité de Herøy). Les îles faisaient autrefois partie de la municipalité de Vega, mais en 1971, elles ont été transférées à Alstahaug.
Skålvær était autrefois un poste de commerce prospère et comptait de nombreux habitants, mais son importance a depuis diminué. Aujourd'hui, une grande partie de Skålvær est une zone de loisirs de plein air pour la municipalité d'Alstahaug. De plus, il y a une quinzaine de maisons privées et de cottages dispersés autour de l'île principale. Depuis 2007, il n'y a plus de résidents permanents sur Skålvær, mais l'endroit est loin d'être abandonné. Les résidents d'été vivent sur l'île et l'église Skålvær (no) organise rarement des offices sur l'île.